# Österreichisches Theatermuseum
L'Österreichisches Theatermuseum è un museo federale di storia del teatro nazionale. Dal 1991 si trova nel Palais Lobkowitz di Vienna.

## Storia
Il museo ha le sue origini nelle collezioni legate al teatro della Biblioteca nazionale austriaca, risalenti alla fine del XVII secolo. Nel 1922 le collezioni teatrali furono costituite come organizzazione separata, sotto la direzione di Joseph Gregor (1888-1960), che con la sua spettacolare mostra dal patrimonio della biblioteca nello stesso anno riuscì ad ottenere in dono l'enorme collezione privata di teatro oggetti appartenuti a Hugo Thimig, direttore del Burgtheater. Nel 1938 Stefan Zweig lasciò in eredità al museo la sua eminente collezione di autografi di poeti e drammaturghi, prima di dover fuggire dai nazisti. Il museo custodisce anche uno dei maggiori lasciti del modernismo viennese: il lascito dello scrittore Hermann Bahr.
Il motivo delle collezioni legate al teatro non si limitava agli oggetti stampati e d'archivio, ma si concentrava sulla vasta diversità degli oggetti teatrali. L'idea di un museo teatrale fu avanzata negli anni '30 ma non poté essere realizzata fino al 1975, quando finalmente fu fondato il Museo Austriaco del Teatro inizialmente nei locali di Hanuschhof accanto alla Wiener Staatsoper. La sua funzione principale era quella di organizzare mostre del materiale esistente nella Biblioteca nazionale austriaca. I locali divennero, tuttavia, molto presto troppo piccoli e alla fine il governo austriaco acquisì e rinnovò il Palais Lobkowitz, aprendo come Österreichisches Theatermuseum il 26 ottobre 1991.
Con l'apertura del nuovo museo le collezioni teatrali della Biblioteca nazionale austriaca furono unite ai beni del Theatermuseum e fu istituita una delle più grandi e importanti collezioni nel campo teatrale, insieme alle strutture adeguate per presentare il portfolio in uno squisito showroom. Nel 2001 il Theatermuseum cessò di far parte della Biblioteca nazionale austriaca ed entrò invece a far parte del Kunsthistorisches Museum. A partire dal 1 settembre 2014 il Wiener Staatsopernmuseum, fondato nel 2005, fu chiuso e il patrimonio fu incorporato nelle proprietà del Theatermuseum.

## L'edificio
Il Theatermuseum ospita una grande sala da concerto, la Sala dell'Eroica, che prende il nome dalla Terza Sinfonia di Beethoven, dedicata al mecenate del compositore e proprietario del palazzo, il Principe Joseph Franz Maximilian von Lobkowicz. Successivamente, molte delle composizioni di Beethoven furono eseguite al Palais Lobkowitz.

## Collezioni
Al Museo del Teatro i momenti salienti della magia del palcoscenico sono catturati per sempre. Più di 1 000 modelli di scena, 600 costumi e oggetti di scena di tre secoli, più di 100 000 disegni e stampe e più di 700 000 foto di teatro fanno parte del patrimonio del museo. Una sala speciale è dedicata all'artista Richard Teschner della corrente artistica Jugendstil  (1879-1948), che mostra i suoi elaborati pupazzi di bastoncini e il suo meraviglioso Figurenspiegel (specchio concavo con effetti di luce). In totale il museo comprende più di 2 000 000 di oggetti separati.
La biblioteca contiene circa 100 000 libri e periodici e, a differenza del resto delle collezioni, è tecnicamente ancora di proprietà della Biblioteca Nazionale, in prestito permanente al Museo del Teatro.

## Mostre
2015: Der Meister Tön' und Weisen ... Heinz Zednik - 50 Jahre Staatsoper e ExistenzFest. Hermann Nitsch und das Theater